# هوراونج
هوراونج (به لاتین: Horavenc) یک منطقه مسکونی در جمهوری آذربایجان است که در شهرستان لنکران و در دهیاری بالیتون واقع شده‌است.